# Ляхов, Игорь Васильевич
Игорь Васильевич Ляхов (род. 2 июля 1969, Дубенец, Брянская область) — председатель Смоленской областной думы с 2013 года.

## Биография
В 1986 году работал слесарем мехотряда отд. 1 Совхоза «Гордеевский».
В 1986—1992 годах учился в ветеринарной академии имени К. И. Скрябина.
В 1988—1989 годах проходил военную службу в рядах ВС СССР.
В 1992—1999 годах работал главным ветврачом, начальником цеха животноводства ТОО «Вышегорское».
С 1999 по 2012 год — председатель Коллективного предприятия «Рыбковское». С мая 2012 по апрель 2013 года — заместителя Губернатора Смоленской области.
С 11 апреля 2007 года член Единой России. С ноября 2012 года — Секретарь регионального отделения партии «Единая Россия». С 2005 по 2007 год — депутат Совета Рыбковского сельского поселения Сафоновского района.
С декабря 2007 года по май 2012 года — депутат Смоленской областной Думы четвёртого созыва. Председатель Смоленской областной Думы пятого (2013—2018 годы) созыва. 9 сентября 2018 года избран депутатом Смоленской областной Думы шестого созыва.